# Burr Oak Township (comté de Mitchell, Iowa)
Pour les articles homonymes, voir Burr Oak Township.
Burr Oak Township est un township du comté de Mitchell en Iowa, aux États-Unis,.
Il est fondé en 1856.

## Source de la traduction
- (en) Cet article est partiellement ou en totalité issu de l’article de Wikipédia en anglais intitulé « Burr Oak Township, Mitchell County, Iowa » (voir la liste des auteurs).